# Dibujo de historietas
Dibujo de historietas es un manual escrito por José Llobera y Román Oltra para el aprendizaje del dibujo profesional de historietas a distancia, anterior a textos más conocidos como Cómo dibujar historietas (España) o Técnica de la historieta (Argentina). 
Fue publicado por la editorial AFHA en 1963 como parte de la colección Enciclopedias AFHA y en 1974, de forma abreviada y con el título de Dibujo de cómics, del Método AFHA de dibujo. El libro consta de 8 lecciones de las cuales 2 son generales y 6 centradas en diferentes géneros con la colaboración de profesionales españoles de la época.

## Estructura
Capítulos generales:
- Conocimientos generales sobre la historieta. Creación de personajes. Las sombras. Encuadrado de viñetas. El tratamiento según el tema.
- Del argumento al guion. El planteamiento gráfico. Documentación. Acabado a lápiz. Acabado definitivo.

Capítulos temáticos:
- El dibujo de humor con la colaboración de Crespo
- La historieta del Oeste con la colaboración de Macabich
- La historieta de guerra con la colaboración de Boixcar
- La historieta en acción con la colaboración de Francisco Darnís
- La historieta de base fotográfica con la colaboración de Francisco Giner
- La historieta valorada